# Westfälische dachsbracke
Westfälische dachsbracke är en hundras från Tyskland. Den är en långsamdrivande jakthund av braquetyp. Som andra kortbenta braquehundar av typerna dachsbracke och basset har den fått sin exteriör genom dvärgväxtmutation, men även taxar användes för att förstärka typen. Det var importerade westfälische dachsbracke som från 1905 bildade grunden till den svenska drevern, vilken fick sitt svenska namn först 1947. Westfälische dachsbracke är lägre och smäckrare än drever. Dachsbracken från Westfalen i nuvarande Nordrhein-Westfalen är känd för sin förmåga att få villebrådet att bukta, d.v.s. röra sig i cirklar så att jägaren får många skottchanser. Den används främst för jakt på hare, kanin, rödräv och vildsvin.